# ديفل ماي كراي (مسلسل)
ديفل ماي كراي هو مسلسل رسوم متحركة تلفزيوني للبالغين من نوع خيال أكشن صدر عام 2025، من إنتاج منتج الأفلام أدي شانكار، ومن إنتاج ستوديو مير الكوري الجنوبي. المسلسل مقتبس من سلسلة ألعاب الفيديو اليابانية التي تحمل الاسم نفسه من إنتاج كابكوم، ويتتبع قصة صائد الشياطين دانتي وهو يحاول إحباط غزو شيطاني للأرض بقيادة الشيطان القوي المعروف باسم الأرنب الأبيض، ويدخل في صراع مع الجندية الماهرة ماري.
عُرض المسلسل في 3 أبريل 2025 على نتفليكس، وحظي بإشادة النقاد.<ref>قالب:Cite Rotten Tomatoes</ref

## نبذة
```
يدخل دانتي وهو صياد شياطين مستأجر، في صراع مع إرهابي مهووس بالشياطين يُدعى الأرنب الأبيض الذي يسعى للانتقام من الجنس البشري، بينما يطارده في نفس الوقت منظمة حكومية تدعى دارك ريلم كوماند بقيادة نائب الرئيس الأمريكي ويليام باينز.
```

## روابط خارجية
- ديفل ماي كراي على نتفليكس (الاشتراك مطلوب)
- ديفل ماي كراي  على قاعدة بيانات الأفلام على الإنترنت (بالإنجليزية).